# St. Johann (Gemeinde Friesach)

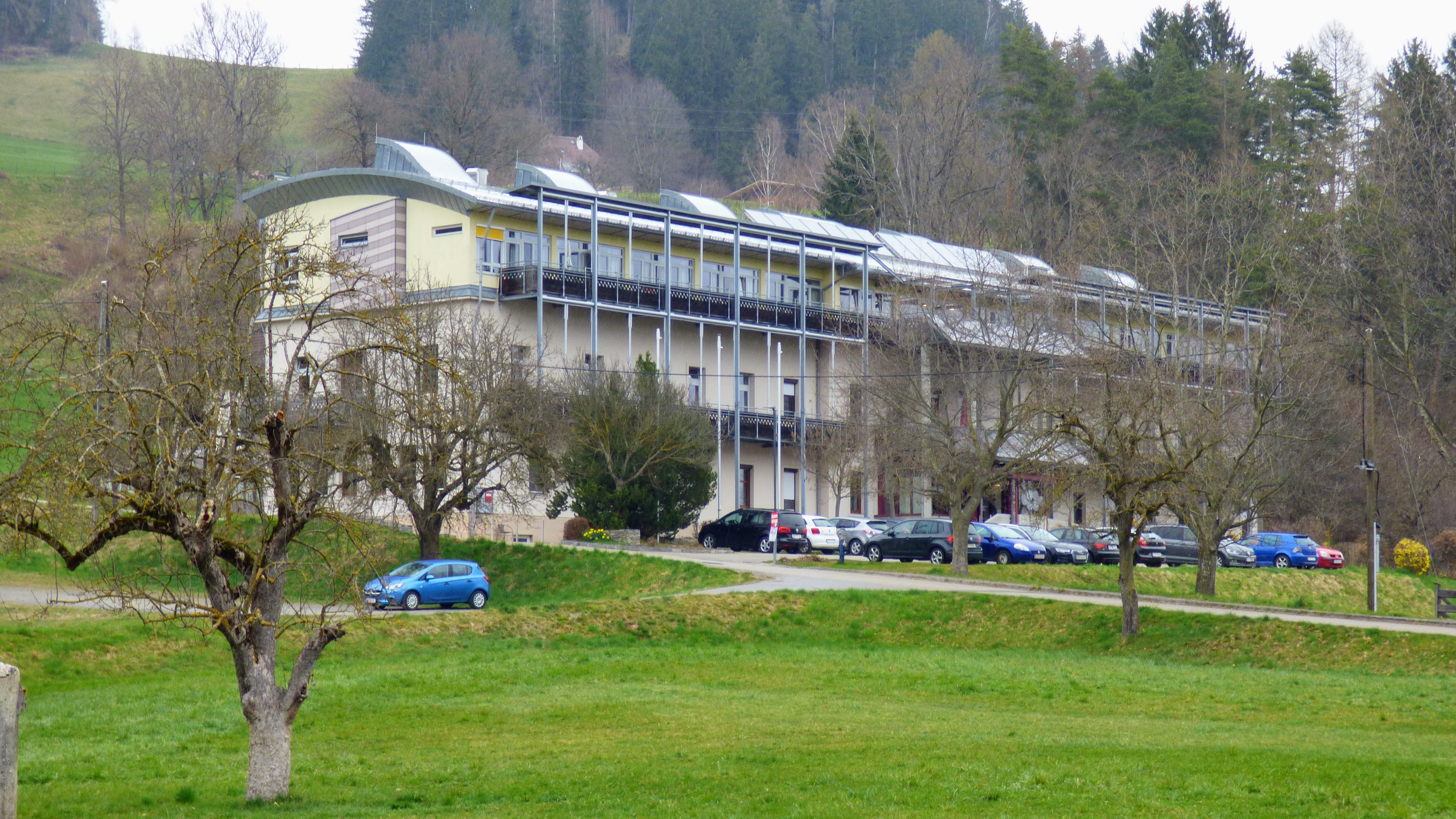
Bezirksaltenheim

St. Johann ist eine Ortschaft in der Gemeinde Friesach im Bezirk Sankt Veit an der Glan in Kärnten (Österreich). Die Ortschaft hat 128 Einwohner (Stand 1. Jänner 2024). Sie liegt auf dem Gebiet der Katastralgemeinde St. Salvator.

## Lage
Die Ortschaft liegt im Nordwesten der Gemeinde Friesach, im Metnitztal, auf einer Seehöhe von etwa 700 m, ungefähr 700 m nordwestlich des Dorfzentrums von St. Salvator, doch sind die beiden Dörfer längst zusammengewachsen.
In der Ortschaft werden folgende Hofnamen geführt: Glanzer (Haus Nr. 1), Stiegenschneider (Nr. 4), Tischlerkeusche (Nr. 6), Heber (Nr. 8) und Eicher (Nr. 10). Zu St. Johann gehören auch die Einfamilienhäuser am Friedensweg, angrenzend an den Ort St. Salvator, sowie das Bezirksaltersheim am nordöstlichen Ortsrand.

## Geschichte
Schon 1204 wird die Kirche St. Johann d. Täufer erwähnt, die 1914 profaniert wurde; die Ruine der Kirche wurde in der 2. Hälfte des 20. Jahrhunderts abgetragen. Ein aus der Kirche St. Johann stammender Altar befindet sich heute in der Stadtpfarrkirche St. Barthlmä in Friesach.
Auf dem Gebiet der Steuergemeinde St. Salvator liegend, gehörte St. Johann in der ersten Hälfte des 19. Jahrhunderts zum Steuerbezirk Dürnstein. Bei Gründung der Ortsgemeinden in Verbindung mit den Verwaltungsreformen Mitte des 19. Jahrhunderts kam St. Johann an die Gemeinde St. Salvator. Seit 1973 gehört der Ort zur Gemeinde Friesach.

## Bevölkerungsentwicklung
Für die Ortschaft ermittelte man folgende Einwohnerzahlen:
- 1869: 10 Häuser, 61 Einwohner[3]
- 1880: 7 Häuser, 64 Einwohner[4]
- 1890: 7 Häuser, 58 Einwohner[5]
- 1900: 8 Häuser, 67 Einwohner[6]
- 1910: 10 Häuser, 107 Einwohner[7]
- 1923: 10 Häuser, 66 Einwohner[8]
- 1934: 113 Einwohner[9]
- 1961: 12 Häuser, 160 Einwohner (davon 10 Häuser mit 148 Einwohnern im Dorf, und 2 Häuser mit 12 Einwohnern außerhalb)[10]
- 2001: 15 Gebäude (davon 14 mit Hauptwohnsitz) mit 15 Wohnungen; 124 Einwohner und 10 Nebenwohnsitzfälle; 15 Haushalte; 3 Arbeitsstätten, 6 land- und forstwirtschaftliche Betriebe[11]
- 2011: 20 Gebäude, 129 Einwohner, 17 Haushalte, 5 Arbeitsstätten[12]
- 2021: 21 Gebäude, 128 Einwohner, 20 Haushalte, 3 Arbeitsstätten[13]